# Zorzines matheri
Zorzines matheri là một loài bướm đêm trong họ Noctuidae.